# Скляний міст Хун'ягу
Скляний міст Хун'ягу або Скляний міст Шицзячжуан (кит.: 悬跨式玻璃桥) — скляний підвісний міст, що перетинає ущелину Хун'ягу (кит.: 县红崖谷) в повіті Піншань (кит.: 平山縣), округ Шицзячжуан, провінція Хебей, КНР.

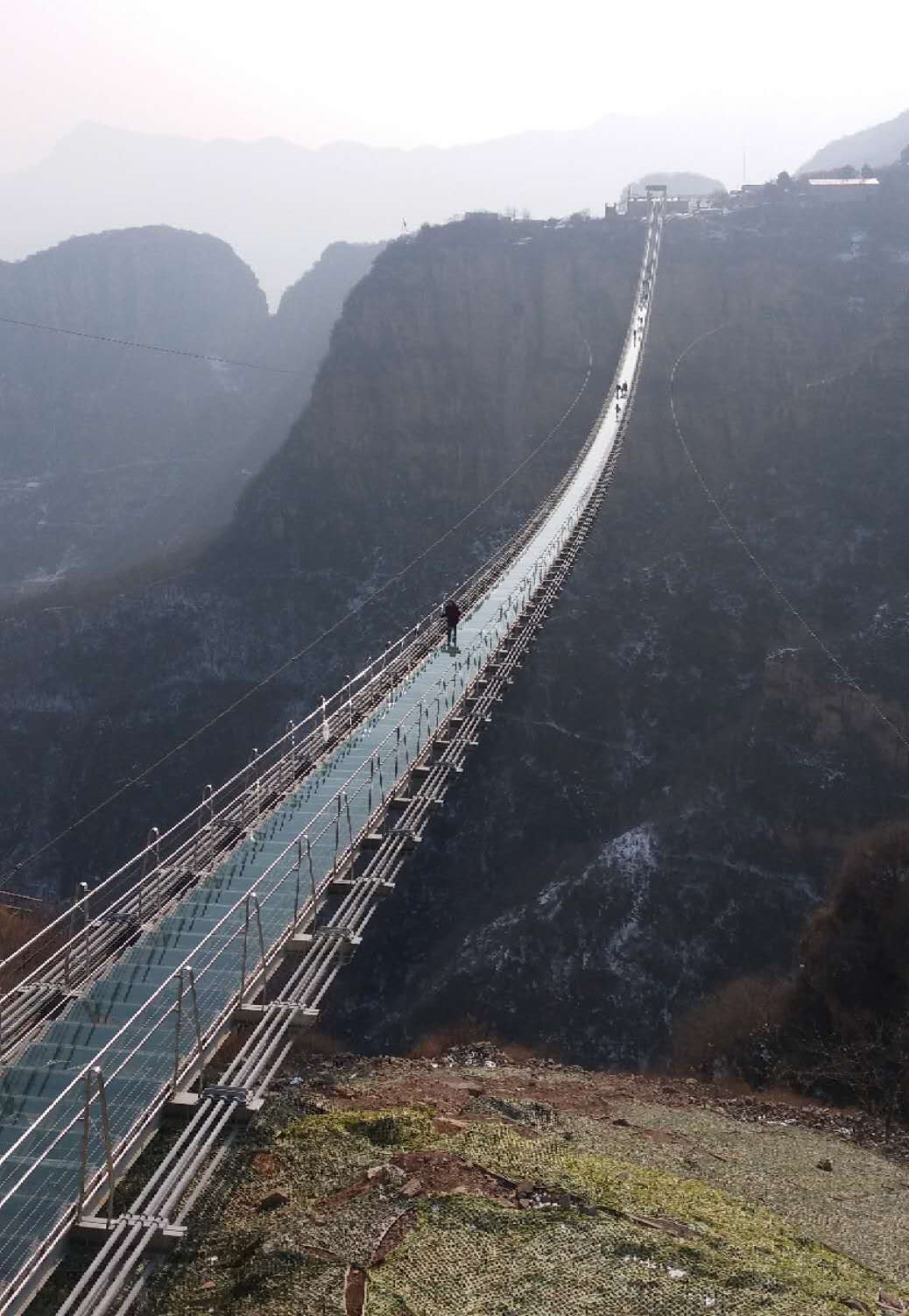

Довжина мосту складає 488 метрів, висота над дном ущелини 218 метрів, ширина 4 метри. Станом на грудень 2017 року це був найдовший у світі скляний міст. Він складається з 1077 скляних панелей товщиною 4 сантиметри і загальною вагою 70 тон, що підвішені на конструкції зі сталевих тросів.
Міст Хун'ягу з'єднує дві скелясті вершини та є туристичним об'єктом в місцевості, відомій мальовничими гірськими пейзажами, природними водоспадами, стародавніми містами та храмами.
Розпочате 2014 року будівництво тривало три роки. За словами Ян Мінгуа, керівника Bailu Group, компанії, що збудувала міст, особливостями мосту є найбільший проліт і найбільша прозорість. Відкриття мосту відбулося 24 грудня 2017 року. Конструкція передбачає навантаження до 2000 осіб, але, з метою безпеки, одночасне перебування понад 500—600 відвідувачів не дозволяється.
Попередній рекорд найдовшого в світі скляного мосту належав скляному мосту Чжанцзяцзе, розташованому в провінції Хунань, КНР.